# Свита (стратиграфическое подразделение)
Свита — основная единица местных стратиграфических подразделений, набор пластов горных пород (как осадочных, так и вулканогенных или метаморфических), объединённых спецификой литологического состава или наличием ископаемых остатков живых организмов. Свита может состоять из пластов, однородных по составу, или представлять собой чередование пород различного типа.

## Описание
Возраст пород свиты примерно одинаков. Свиты группируются в серии, подразделяются на подсвиты и пачки.
Во многих странах вместо свит выделяются формации (англ. formation). Часто формация рассматривалась по существу как синоним свиты и при переводе англоязычных текстов на русский язык допускалось именовать формации свитами. Вместе с тем формации относятся к категории литостратиграфических подразделений, то есть подразделений, выделяемых лишь на основе литологических характеристик горных пород. Свиты же, хотя их иногда и относят к литостратиграфическим подразделениям, официально классифицируются как подразделения комплексного обоснования.